# IC 2391
IC 2391 (auch als Omicron Velorum Cluster bekannt) ist ein galaktischer Offener Sternhaufen im Sternbild Vela am Südsternhimmel. Der Sternenhaufen ist etwa 500 Lichtjahre von der Erde entfernt und hat einen Durchmesser von 9 Lichtjahren. Das Objekt hat eine scheinbare Helligkeit von 2m,6 und einen Durchmesser von 60 Bogenminuten und beinhaltet über 30 Sterne. IC 2391 kann mit bloßem Auge gesehen werden. Der Sternhaufen ist rund 50 Millionen Jahre alt.
Es wurde vermutlich im Jahre 964 von dem persischen Astronomen Abd ar-Rahman as-Sufi erstmals beschrieben. Die Entdeckung geht in den meisten Katalogen auf Nicolas Louis de Lacaille, der das Objekt im Jahre 1751 in Südafrika entdeckt und als Lac II 5 katalogisiert hat.